# Khubsoorat
Khubsoorat – bollywoodzki komediodramat rodzinny z 1980 roku. Klasyk komediowy w reżyserii Hrishikesh Mukherjee (Mili, Anand) i z dialogami Gulzara. W roli głównej nagrodzona za kreację, pierwszy raz w roli komediowej Rekha (w tym samym roku nominowana też za Judaai. Partnerem jej jest późniejszy reżyser Rakesh Roshan (ojciec Hrithika). W centrum filmu relacje w rodzinie i prowadzący do starcia konflikt między życiem zbudowanym na posłuszeństwie i strachu a szukaniem w życiu radości. Spontaniczność kontra kontrola. Film nagrodzono Nagrodą Filmfare dla Najlepszego Filmu.

## Fabuła
Nirmala Gupta (Dina Pathak) twardą ręką rządzi swoją rodziną. Podporządkowała sobie nie tylko dwójkę nastolatków, ale i trzech dorosłych już synów. Drży przed nią też jej własny mąż Dwarka Prasad Gurpta (Ashok Kumar). Sytuacja w rodzinie zaczyna się zmieniać, gdy jeden z jej synów poślubia Anju i ich dom odwiedza jej pełna radości życia siostra Manju (Rekha). Wychowana w wolności, spontaniczna, żywiołowa nie może się odnaleźć w świecie, gdzie wszyscy kryją się ze swoimi pragnieniami przed gniewem matki. Stopniowo zaczyna wpływać na wszystkich tak, by wyraźniej odsłaniali swoje potrzeby. Wkrótce dochodzi do jej konfliktu z władczą matką. Tym boleśniejszego dla niej, że od Nirmali zależy zgoda na ślub zakochanej w jej synu (Rakesh Roshan) Manju.

## Obsada
- Ashok Kumar jako Dwarka Prasad Gupta
- Rekha jako Manju Dayal
- Rakesh Roshan jako Inder Gupta
- Shashikala jako p. Gupta
- Aradhana jako Anju Gupta
- Dina Pathak jako Nirmala Gupta
- David jako Ram Dayal
- S.N. Banerjee jako Uma Shankar
- Keshto Mukherjee jako kucharz Dayala
- Amarnath
- Vijay Sharma
- Ranjit Chowdhry jako Jagan Gupta (as Ranjit Chowdhury)

## Nagrody
- 1981 Nagroda Filmfare dla Najlepszego Filmu – N.C. Sippy, Hrishikesh Mukherjee.
- 1981 Nagroda Filmfare dla Najlepszej Aktorki – Rekha

## Muzyka i piosenki
Muzykę do filmu skomponował Rahul Dev Burman, nagrodzony za 1942: A Love Story, Masoom, Sanam Teri Kasam. Twórca muzyki m.in. do takich filmów jak Parinda, Alibaba Aur 40 Chor, Shakti, Deewaar (film 1975), Caravan, czy Sholay i Seeta Aur Geeta. Teksty: Gulzar.
- SUN SUN SUN DIDI (śpiew Asha Bhosle)
- QAYDA QAYDA
- PIYA BAWRI PIYA BAWRI (śpiewają Asha Bhosle i grający tu Ashok Kumar)